# 约翰·里夫斯 (博物学家)

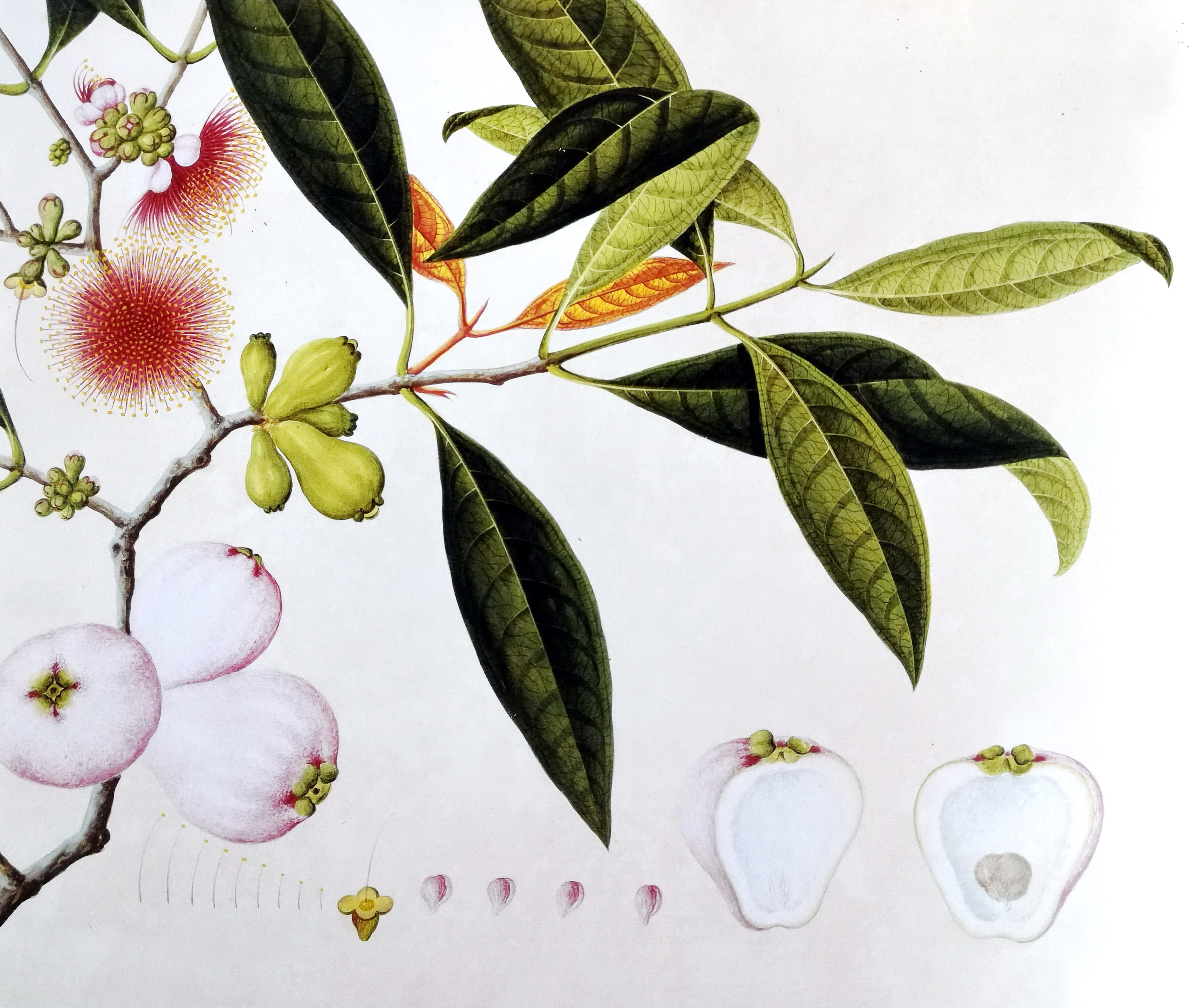
由约翰·里夫斯委托一名未知的广东画师创作的马六甲蒲桃（Syzygium malaccense）

约翰·里夫斯（英語：John Reeves，1774年5月1日—1856年3月22日）是一位英国博物学家，他曾收集了一本著名的中国动植物绘画集。
里夫斯是埃塞克斯郡西汉姆联的乔纳森·里夫斯牧师的儿子。他年轻时是孤儿，在基督医院接受教育，之后在一个茶商手下工作。他对茶叶的了解使他在1808年被任命为验茶员。1812年，他受雇于英国东印度公司被派往中国。他还负责将许多园林植物引入西方。里夫斯是伦敦园艺学会的一名代理，负责把标本邮寄给学会。他还与约瑟夫·班克斯爵士通信，定期给他寄标本。里夫斯还对中国天文学和草药感兴趣，并与传教士兼汉学家马礼逊合作。里夫斯的儿子约翰·拉塞尔·里夫斯于1827年加入茶叶行业，也对博物学感兴趣，和他的父亲一样，他也被选入了林奈学会和皇家学会。老里夫斯于1831年回到英国克拉珀姆居住。
里夫斯于1812—1831年在广州工作期间，开展了大量物种采集工作，并雇佣外销画家在其监督下绘制博物画。里夫斯为这些画家提供了从英国运来的水彩纸瓦特曼纸、颜料、铅笔等绘画材料，同时提供标本，指导并监督画家们的工作，以确保博物图画的准确性。如今，里夫斯的博物画收藏在英国自然博物馆、皇家园艺学会、伦敦动物学会等。小麂（Muntiacus reevesi）、白冠长尾雉（Syrmaticus reevesii）的拉丁学名种加词即源自约翰·里夫斯的姓氏。另有四种爬行动物的拉丁学名种加词源自其姓氏：黑疣大壁虎（Gekko reevesii）、蜡皮蜥（Leiolepis reevesii）、草龟（Mauremys reevesii）和南滑蜥（Scincella reevesii）。

## 外部连接
- .   [2007-01-18]. （原始内容存档于2007-03-22）.